# Boremel
Boremel (ukrainisch und russisch Боремель; polnisch Boremel) ist ein Dorf in der Westukraine etwa 11 Kilometer nordwestlich der ehemaligen Rajonshauptstadt Demydiwka und 75 Kilometer westlich der Oblasthauptstadt Riwne am Styr gelegen. Die Grenze zur Oblast Wolyn verläuft westlich des Ortes, im Süden erstreckt sich der Chrinnyky-Stausee.

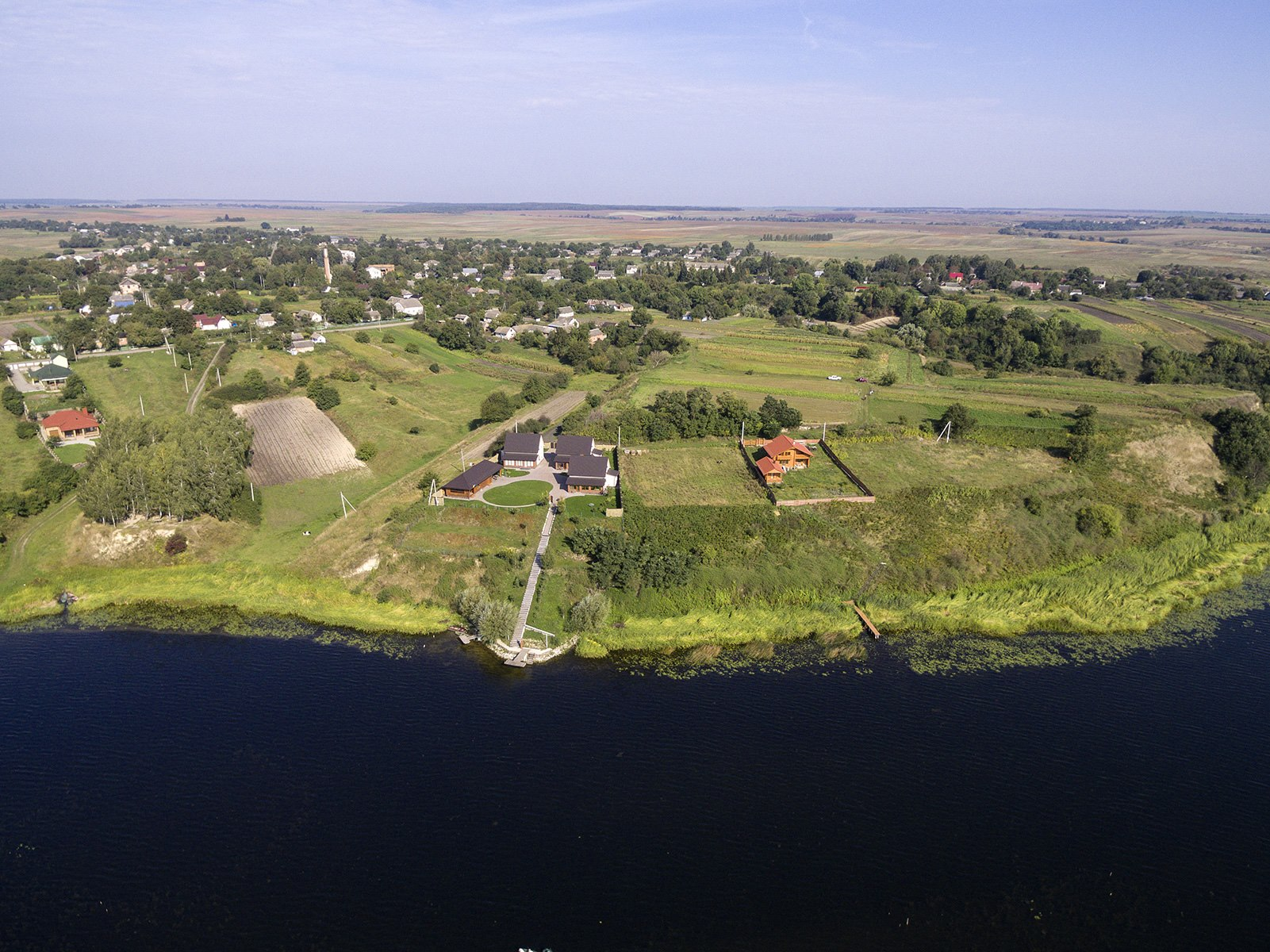
Luftaufnahme des Ortes

## Geschichte
Der Ort wird 1545 zum ersten Mal schriftlich erwähnt und gehörte dann bis 1793 in der Woiwodschaft Wolhynien zur Adelsrepublik Polen-Litauen. Mit den Teilungen Polens fiel der Ort an das spätere Russische Reich und lag bis zum Ende des Ersten Weltkriegs im Gouvernement Wolhynien.
Nach dem Ersten Weltkrieg kam der Ort zu Polen (in die Woiwodschaft Wolhynien, Powiat Dubno, Gmina Boremel), im Zweiten Weltkrieg wurde er zwischen 1939 und 1941 von der Sowjetunion besetzt. Nach dem Überfall auf die Sowjetunion im Juni 1941 wurde er dann bis 1944 von Deutschland besetzt, dies gliederte den Ort in das Reichskommissariat Ukraine in den Generalbezirk Brest-Litowsk/Wolhynien-Podolien, Kreisgebiet Dubno.
Nach dem Krieg wurde der Ort der Sowjetunion zugeschlagen. Dort kam das Dorf zur Ukrainischen SSR und seit 1991 ist es ein Teil der heutigen Ukraine.

## Verwaltungsgliederung
Am 20. Juli 2016 wurde das Dorf zum Zentrum der neugegründeten Landgemeinde Boremel (Боремельська сільська громада Boremelska silska hromada). Zu dieser zählen noch die 10 in der untenstehenden Tabelle aufgelistetenen Dörfer, bis dahin bildete es zusammen mit den Dörfern Nabereschne, Nowyj Tik, Schybyn und Smykiw die Landratsgemeinde Boremel (Боремельська сільська рада/Boremelska silska rada) im Westen des Rajons Demydiwka.
Am 17. Juli 2020 wurde der Ort Teil des Rajons Dubno.
Folgende Orte sind neben dem Hauptort Boremel Teil der Gemeinde:
| Name                     | Name             | Name                                    | Name                 | Name |
| ukrainisch transkribiert | ukrainisch       | russisch                                | polnisch             |      |
| ------------------------ | ---------------- | --------------------------------------- | -------------------- | ---- |
| Berestetschko            | Берестечко       | Берестечко                              | Rusinowe Beresteczko |      |
| Biltsche                 | Більче           | Бильче                                  | Bilcze               |      |
| Malewe                   | Малеве           | Малево (Malewo)                         | Malewo               |      |
| Nabereschne              | Набережне        | Набережное (Nabereschnoje)              | Nowosiółki           |      |
| Nowyj Tik                | Новий Тік        | Новый Ток (Nowy Tok)                    | Nowy Tok             |      |
| Nywy-Solotschiwski       | Ниви-Золочівські | Нивы-Золочовские (Niwy-Solotschowskije) | Niwy-Złoczowskie     |      |
| Paschewa                 | Пашева           | Пашевая (Paschewaja)                    | Paszowa              |      |
| Smykiw                   | Смиків           | Смыков (Smykow)                         | Smyków               |      |
| Schybyn                  | Шибин            | Шибин (Schibin)                         | Szybenna             |      |
| Solotschiwka             | Золочівка        | Золочовка (Solotschowka)                | Złoczówka            |      |